# 1937 aux États-Unis
Pour des articles plus généraux, voir Chronologie des États-Unis et 1937.
Chronologie des États-Unis
- 1933
- 1934
- 1935
- 1936
- 1937
- 1938
- 1939
- 1940
- 1941

Cette page concerne des événements d'actualité qui se sont produits durant l'année 1937 du calendrier grégorien aux États-Unis.

## Gouvernement
- Président : Franklin D. Roosevelt
- Vice-président : John N. Garner
- Secrétaire d'État : Cordell Hull
- Chambre des représentants - Président

## Événements
- Les grèves sur le tas, commencées à la fin de 1936 se répandent dans le pays (400 000 grévistes au 1er mars). 447 grèves sur le tas en 1937 assurent la victoire du CIO dans les industries métallurgiques et automobiles. Les effectifs des syndicats passent de 3 à 7,2 millions dans le courant de l’année.
- 6 janvier : troisième loi de Neutralité (Neutrality Act[1]). Les pays belligérants sont enjoints de payer comptant et de transporter eux-mêmes sur des vaisseaux non américains les marchandises achetées aux États-Unis (clause « cash and carry » en mai). L’accès de leurs navires est interdit aux citoyens américains.
- 5 février : Court Packing Plan. Roosevelt tente vainement de prendre le contrôle de la Cour Suprême en y faisant nommer six nouveaux juges.
  - Renversement de l’attitude de la Cour Suprême après le ralliement de deux juges au Président. La Cour consolide une loi fixant un salaire minimum dans l’État de Washington (29 mars), se prononce favorablement sur la constitutionnalité de la loi Wagner (avril) et approuve celle de la Sécurité Sociale (24 mai).
- 3 mars : vote de la troisième loi de neutralité.
- 9 mars : Devant les nombreux refus de la Cour Suprême de valider les législations sociales du New Deal, le président propose la Judicial Procedures Reform Bill, une loi lui permettant de mieux contrôler le pouvoir de décision de la Cour en nommant de nouveaux magistrats par l'accroissement du nombre de juges siégeant à la Cour et en ramenant à 10 ans la durée de leur mandat. Mais le projet de loi est finalement rejeté par 70 voix contre 20 au Sénat. Franklin Roosevelt accepte finalement les amendements du Congrès.
- 18 mars : explosion de gaz dans une école de New London au Texas, causant la mort de plus de 400 victimes en majorité des enfants. (Explosion de gaz à l'école de New London (en))
- 1er mai : nouvelle clause isolationniste au Neutrality Act, dite du « cash and carry », imposée par les américains à ceux qui leur achèteraient des armes, loi levée en avril 1943.
- 6 mai, 7h30 du matin : le dirigeable allemand « Hindenburg » prend feu, s’écrase et explose à son arrivée à l’aéroport de Lakehurst dans le New Jersey, causant la mort de 36 personnes.
- 24 mai : le pont du Golden Gate, reliant les deux rives de la baie de San Francisco, est inauguré. - D’une longueur de 1935 mètres, avec une hauteur de 69 mètres au-dessus de la baie, il est ouvert à la circulation dès le 27 mai.
- 26 mai : bataille de l'Overpass, incidents à l'usine Ford dans le Michigan.
- 30 mai : massacre du Memorial Day : la police tire sur les piquets de grèves des usines de la Republic Steel de Chicago et fait dix morts. L’autopsie révèle que les grévistes ont été tués alors qu’ils s’enfuyaient.
- 9 juillet : incendie de la réserve de la Fox.
- 22 juillet[2] : Farm Tenancy Act. Octroi de subventions fédérales pour lutter contre la pauvreté dans les campagnes.
- 2 août : Marihuana Tax Act. Création d'une taxe sur la consommation de cannabis.
- 18 août : incendie Blackwater dans la forêt nationale de Shoshone.
- 26 août : Le Congrès adopte la Judicial Procedures Reform Bill, promulguée par Franklin Roosevelt. La nouvelle loi diminue les prérogatives du pouvoir judiciaire. 
  - Les juges doivent fournir un préavis précoce au gouvernement fédéral pour toute affaires judiciaire avec des implications constitutionnelles;
  - Les tribunaux fédéraux accordent aux avocats gouvernementaux le droit de comparaître dans de tels cas;
  - Les appels dans de tels cas seront accélérés à la Cour suprême;
  - Toute injonction constitutionnelle ne serait plus appliquée par un juge fédéral, mais par trois;
  - Ces injonctions sont limitées à une durée de soixante jours.
- Août : Nouveau ralentissement de l'activité économique.
- 1er septembre : loi sur le logement. Création du United States Housing Authority, agence fédérale chargée de l'octroi de subventions gouvernementales aux États pour financer leur politique de logement social et de construction d'habitations à loyer modéré. Lancement de la construction de 650 000 logements dans les quartiers pauvres des États-Unis.
- 5 octobre : discours de la « quarantaine » à Chicago. Roosevelt alerte l’opinion en déclarant la « civilisation » en danger. Il propose pour arrêter d’éventuelles hostilités la mise quarantaine économique et diplomatique des États qui auraient bafoué la paix.
- 11 octobre : La presse révèle des cas d'empoisonnement d'une centaine de personnes sur le territoire national à la suite de l'ingestion de l'élixir sulfanilamide, médicament rendu toxique par la présence de diéthylène glycol. La nouvelle fait scandale car l'élixir avait reçu l'agrément des autorités fédérales.
- Devant le creusement du déficit budgétaire, le président doit diminuer de moitié les dépenses des travaux publics. Le budget alloué au New Deal diminue à 7,6 milliards de dollars. Les recettes fédérales atteignent un record à 5,4 milliards de dollars. Déficit de 2,2 milliard de dollars. Ce revirement de Roosevelt, mal accepté par la population lui sera reproché lors des élections de mi-mandat.

## Naissances en 1937
- x

## Décès en 1937
- John Davison Rockefeller, mort le 23 mai 1937 à 97 ans.
- Howard Phillips Lovecraft, mort le 15 mars 1937 à 46 ans.